# Армия и революция
«А́рмия и револю́ция» — ежемесячный научный военно-политический журнал, орган Украинского окружного объединения Военно-научного общества при командовании Вооружёнными Силами Украины и Крыма. Создан по инициативе Михаила Фрунзе в июне 1921 года, издавался в Харькове, тираж составлял 3000 экземпляров. Журнал публиковал статьи, посвящённые вопросам тактики, обучения и воспитания войск, истории гражданской войны и иностранной вооружённой интервенции 1918—1921 годов, прежде всего на Украине. Особое внимание уделял анализу опыта РККА в борьбе с повстанческим движением на Украине (1918—1922). Издание прекращено в ноябре 1926 года.